# خورخي هيرانو
خورخي هيرانو (بالإسبانية: Jorge Hirano)‏ هو لاعب كرة قدم ومدرب كرة قدم بيروفي، ولد في 16 أغسطس 1956 في ليما في بيرو. شارك مع منتخب بيرو لكرة القدم. أما مع النوادي، فقد لعب مع سبورت بويز وشونان بلمار ونادي بوليفار ونادي سبورتينغ كريستال.

## وصلات خارجية
- خورخي هيرانو على موقع الاتحاد الدولي (مؤرشف)  (الإنجليزية)
- خورخي هيرانو على موقع قاعدة بيانات كرة القدم.إي يو (الإنجليزية)
- خورخي هيرانو على موقع ناشيونال فوتبول تيمز (الإنجليزية)